# Liste der Biografien/Mer
Liste der Biografien |
Portal Biografien |
Personensuche
# |
A |
B |
C |
D |
E |
F |
G |
H |
I |
J |
K |
L |
M |
N |
O |
P |
Q |
R |
S |
T |
U |
V |
W |
X |
Y |
Z |
?
 
Ma |
Mb |
Mc |
Md |
Me |
Mf |
Mg |
Mh |
Mi |
Mj |
Mk |
Ml |
Mm |
Mn |
Mo |
Mp |
Mq |
Mr |
Ms |
Mt |
Mu |
Mv |
Mw |
Mx |
My |
Mz
 
Mea–Mee |
Mef |
Meg |
Meh |
Mei |
Mej |
Mek |
Mel |
Mem |
Men |
Meo |
Mep |
Mer |
Mes |
Met |
Meu |
Mev |
Mew |
Mex |
Mey |
Mez
 
Mera |
Merb |
Merc |
Merd |
Mere |
Merf |
Merg |
Merh |
Meri |
Merj |
Merk |
Merl |
Merm |
Mern |
Mero |
Merr |
Mers |
Mert |
Meru |
Merv |
Merw |
Merx |
Mery |
Merz
Die Liste der Biografien führt alle Personen auf, die in der deutschsprachigen Wikipedia einen Artikel haben. Dieses ist eine Teilliste mit 5 Einträgen von Personen, deren Namen mit den Buchstaben „Mer“ beginnt.

## Mer
- Mer, Erica (* 1988), US-amerikanische Filmschauspielerin
- Mer, Francis (1939–2023), französischer Industrieller und Politiker
- Mer, Gideon (1894–1961), russisch-jüdischer Wissenschaftler
- Mer-Chamis, Arna (1929–1995), israelische Menschenrechtsaktivistin
- Mer-Chamis, Juliano (1958–2011), israelischer Schauspieler, Filmregisseur und politischer AktivistJuliano Mer-Chamis (1958–2011)

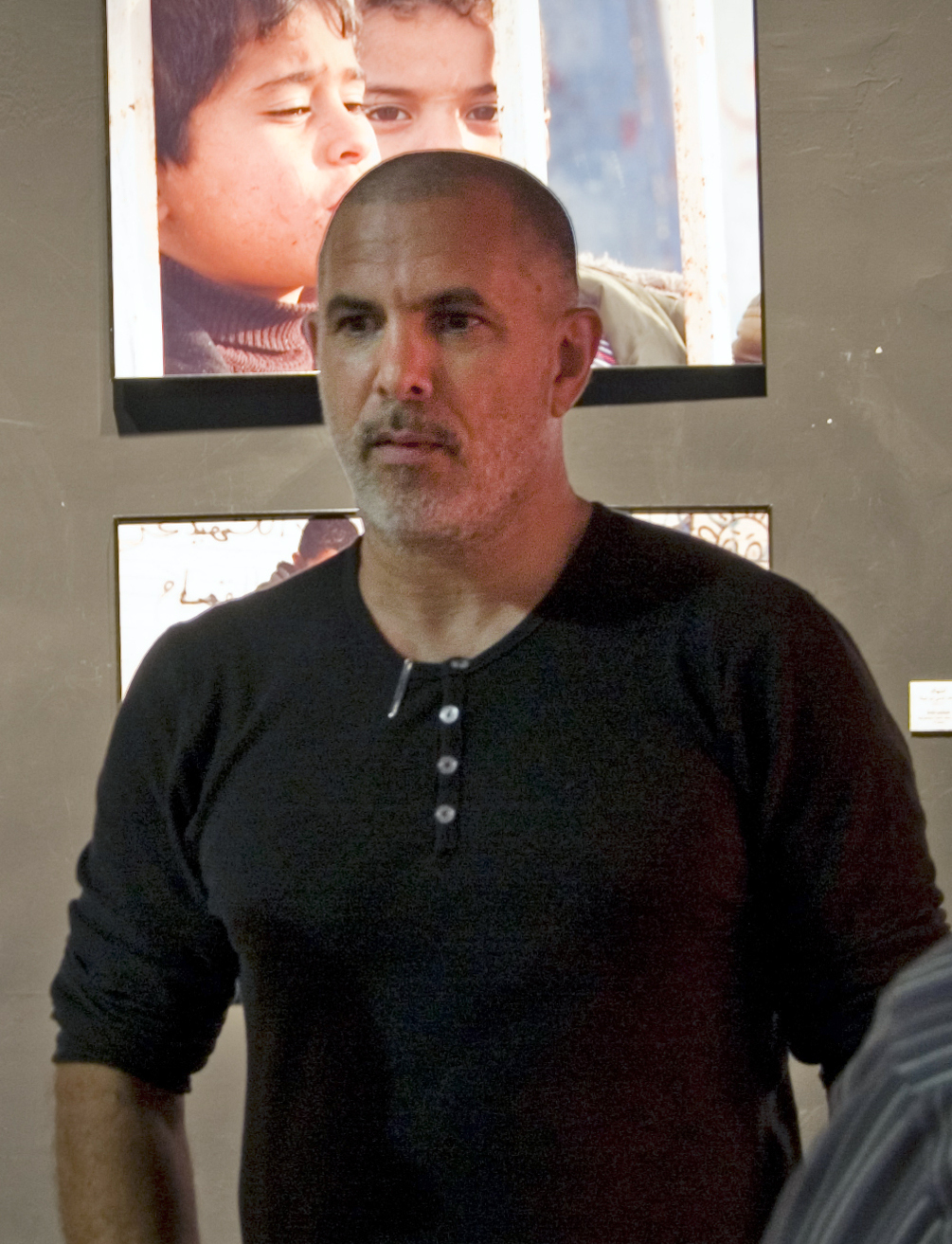
Juliano Mer-Chamis (1958–2011)